# A Town Like Alice
A Town Like Alice (Brasil: Uma Cidade Chamada Alice ) é uma minissérie australiana de 1981 baseada no romance homônimo escrito por Nevil Shute. Produzido pela Seven Network, e dirigido por David Stevens, essa foi a segunda adaptação do livro. A série foi premiada com um Emmy Internacional. Nos Estados Unidos, A Town Like Alice foi exibido no canal público PBS.

## Enredo
A série se passa na Malásia e no interior australiano, durante e após a Segunda Guerra Mundial. É estrelada por Helen Morse no papel principal de Jean Paget, com Bryan Brown como Joe Harman e o ator escocês Gordon Jackson como o advogado e administrador Noel Strachan.

## Elenco
- Helen Morse ... Jean Paget
- Bryan Brown ... Joe Harman
- Gordon Jackson ... Noel Strachan
- Dorothy Alison ... Mrs. Frith
- Yuki Shimoda ... Sargento Mifune
- Anna Volska ... Sally Wilson-Hayes
- Donald MacDonald ... Derek Wilson-Hayes
- Jennifer West ... Mrs. Horsefall
- Pat Evison ... Mrs. Collard
- Mandy Boocock ... Marlene Collard
- Rebecca Marshall ... Rita Collard
- Debbie Baile ... Audrey Forbes
- Cecily Polson ... Eileen Holland
- Melissa Crawford ... Robyn Holland
- John Allen ...  Bill Holland
- Sean Hinton ... Freddie Holland
- Lucy Bell ... Jane Holland
- Crispian Ashby ...  Jonnie Horsefall
- John Howard ... Donald Paget
- Patrick Dickson ... Tommy Smythe
- Kenneth Brown ...  Ben Leggatt
- Richard Narita ... Capitão Sugamo

## Prêmios
| Ano  | Prêmio                | Categoria                                                            | Resultado |
| ---- | --------------------- | -------------------------------------------------------------------- | --------- |
| 1981 | Emmy Internacional    | Melhor Drama                                                         | Venceu    |
| 1982 | Primetime Emmy Awards | Melhor Série Limitada                                                | Indicado  |
| 1982 | Logie Awards          | Melhor Minissérie ou Telefilme                                       | Venceu    |
| 1982 | Logie Awards          | Melhor Ator em minissérie ou telefilme (Bryan Brown)                 | Venceu    |
| 1982 | Logie Awards          | Melhor Ator em minissérie ou telefilme (Helen Morse)                 | Venceu    |
| 1982 | Logie Awards          | Melhor Ator Coadjuvante em minissérie ou telefilme (Gordon Jackson)  | Venceu    |
| 1982 | Logie Awards          | Melhor Atriz Coadjuvante em minissérie ou telefilme (Dorothy Alison) | Venceu    |